# Смольников, Николай Павлович
Никола́й Па́влович Смо́льников (1911 — 1940) — советский футболист, полузащитник.
Выпускник ГОЛИФК имени П. Ф. Лесгафта, выступал за команду института. За ленинградское «Динамо» в 1936 году сыграл 13 матчей в чемпионате страны — шесть в весеннем розыгрыше и семь — в осеннем, забил один гол — в ворота киевского «Динамо». Провёл 9 матчей в Кубке СССР. Был капитаном команды.
Участник Советско-финской войны, пропал без вести.